# Прапор Великої Долини (Україна)
Пра́пор Вели́кої Доли́ни — один з офіційних символів села Велика Долина Криворізького району Дніпропетровської області, затверджений 5 грудня 2003 р. рішенням № 84-13/IV сесії Великокостромської сільської ради.
Прямокутне полотнище з співвідношенням сторін 2:3 розділене по діагоналях на чотири рівновеликі поля — верхнє лазурове, древкове жовте, вільне біле і нижнє зелене. У центрі на білому кругу жовтий Тризуб.
Кольори прапора символізують єдність та мрії (синій); багатство, щедрість, довголіття та силу (жовтий); розвиток, життя, надію та свободу (зелений); чистоту та злагоду (білий).